# Division Métropolitaine de la LNH
La division Métropolitaine de la Ligue nationale de hockey (LNH) (ou : section Métropolitaine) est créée en 2013 en tant que partie de l'Association de l'Est lors du réalignement opéré par la ligue. Elle est parfois abrégée MET.

## Historique
À la suite du déménagement des Thrashers d'Atlanta à Winnipeg, la LNH décide de modifier son format géographique. De deux associations composées chacune de 3 divisions, la ligue passe à deux associations de deux divisions. La nouvelle division Métropolitaine regroupe les Hurricanes de la Caroline et les Capitals de Washington qui évoluaient précédemment dans la division Sud-Est qui disparaît ; les Islanders de New York, les Rangers de New York, les Devils du New Jersey, les Penguins de Pittsburgh et les Flyers de Philadelphie de la division Atlantique et les Blue Jackets de Columbus de la division Centrale.

## Équipes actuelles
- Hurricanes de la Caroline
- Blue Jackets de Columbus
- Devils du New Jersey
- Islanders de New York
- Rangers de New York
- Flyers de Philadelphie
- Penguins de Pittsburgh
- Capitals de Washington

## Champions de division
La liste ci-dessous reprend les équipes championnes de division :
Légende :
- Vainqueur de la Coupe Stanley
- Finaliste de la Coupe Stanley

| Saison  | Franchise                 | Bilan              | Pts                | Résultats en playoffs |
| ------- | ------------------------- | ------------------ | ------------------ | --- |
| 2013-14 | Penguins de Pittsburgh    | 51-27-7            | 109                | Victoire - Quarts de finale d'association Est (Blue Jackets) 4-2 Défaite - Demi-finale d'association Est (Rangers) 4-3 |
| 2014-15 | Rangers de New York       | 53-22-7            | 113                | Victoire - Quarts de finale d'association Est (Penguins) 4-1 Victoire - Demi-finale d'association Est (Capitals) 4-3 Défaite - Finale d'association Est (Lightning) 4-3                                                    |
| 2015-16 | Capitals de Washington    | 56-18-8            | 120                | Victoire - Quarts de finale d'association Est (Flyers) 4-2 Défaite - Demi-finale d'association Est (Penguins) 4-2 |
| 2016-17 | Capitals de Washington    | 55-19-8            | 118                | Victoire - Quarts de finale d'association Est (Blue Jackets) 4-2 Victoire - Demi-finale d'association Est (Penguins) 4-2 Victoire - Finale d'association Est (Lightning) 4-3 Victoire - Coupe Stanley (Golden Knights) 4-1 |
| 2017-18 | Capitals de Washington    | 49-26-7            | 105                | Victoire - Quarts de finale d'association Est (Maple Leafs) 4-2 Défaite - Demi-finale d'association Est (Penguins) 4-3 |
| 2018-19 | Capitals de Washington    | 48-26-8            | 104                | Défaite - Quarts de finale d'association Est (Hurricanes) 4-3 |
| 2019-20 | Capitals de Washington    | 41-20-8            | 90                 | Défaite - Quarts de finale d'association Est (Islanders) 4-1 |
| 2020-21 | Division suspendue        | Division suspendue | Division suspendue | Division suspendue |
| 2021-22 | Hurricanes de la Caroline | 54-20-8            | 116                | Victoire - Quarts de finale d'association Est (Bruins) 4-3 Défaite - Demi-finale d'association Est (Rangers) 4-3 |
| 2022-23 | Hurricanes de la Caroline | 52-21-9            | 113                | Victoire - Quarts de finale d'association Est (Islanders) 4-2 Victoire - Demi-finale d'association Est (Devils) 4-1 Défaite - Finale d'association Est (Panthers) 4-0                                                      |

## Résultats saison par saison
- Vainqueur de la Coupe Stanley
- Finaliste de la Coupe Stanley
- Qualifié pour les séries éliminatoires
- (x) : Classement (seed) dans l'association en fin de saison
- P : Vainqueur de la Coupe du Président

| Saison  | Bilan des équipes                                       | Bilan des équipes                                       | Bilan des équipes                                       | Bilan des équipes                                       | Bilan des équipes                                       | Bilan des équipes                                       | Bilan des équipes                                       | Bilan des équipes                                       |
| ------- | ------------------------------------------------------- | ------------------------------------------------------- | ------------------------------------------------------- | ------------------------------------------------------- | ------------------------------------------------------- | ------------------------------------------------------- | ------------------------------------------------------- | ------------------------------------------------------- |
| Saison  | 1er                                                     | 2e                                                      | 3e                                                      | 4e                                                      | 5e                                                      | 6e                                                      | 7e                                                      | 8e                                                      |
| 2013-14 | (1) Pittsburgh (109)                                    | (2) NY Rangers (96)                                     | (3) Philadelphie (94)                                   | (WC1) Columbus (93)                                     | Washington (90)                                         | New Jersey (88)                                         | Caroline (83)                                           | NY Islanders (79)                                       |
| 2014-15 | (1) NY Rangers P (113)                                  | (2) Washington (101)                                    | (3) NY Islanders (101)                                  | (WC2) Pittsburgh (98)                                   | Columbus (89)                                           | Philadelphie (84)                                       | New Jersey (78)                                         | Caroline (71)                                           |
| 2015-16 | (1) Washington P (120)                                  | (2) Pittsburgh (104)                                    | (3) NY Rangers (101)                                    | (WC1) NY Islanders (100)                                | (WC2) Philadelphie (96)                                 | Caroline (86)                                           | New Jersey (84)                                         | Columbus (76)                                           |
| 2016-17 | (1) Washington P (118)                                  | (2) Pittsburgh (111)                                    | (3) Columbus (108)                                      | (WC1) NY Rangers (102)                                  | NY Islanders (94)                                       | Philadelphie (88)                                       | Caroline (87)                                           | New Jersey (70)                                         |
| 2017-18 | (1) Washington (105)                                    | (2) Pittsburgh (100)                                    | (3) Philadelphie (98)                                   | (WC1) Columbus (97)                                     | (WC2) New Jersey (97)                                   | Caroline (83)                                           | NY Islanders (80)                                       | NY Rangers (77)                                         |
| 2018-19 | (1) Washington (104)                                    | (2) NY Islanders (103)                                  | (3) Pittsburgh (100)                                    | (WC1) Caroline (99)                                     | (WC2) Columbus (98)                                     | Philadelphie (82)                                       | NY Rangers (78)                                         | New Jersey (72)                                         |
| 2019-20 | (3) Washington (69 pj; 90 pts; .652 pct)                | (4) Philadelphie (69 pj; 89 pts; .645 pct)              | (5) Pittsburgh (69 pj; 86 pts; .623 pct)                | (6) Caroline (68 pj; 81 pts; .596 pct)                  | (7) NY Islanders (68 pj; 80 pts; .588 pct)              | (9) Columbus (70 pj; 81 pts; .579 pct)                  | (11) NY Rangers (70 pj; 79 pts; .564 pct)               | New Jersey (69 pj; 68 pts; .493 pct)                    |
| 2020-21 | Division suspendue; réalignement de la ligue provisoire | Division suspendue; réalignement de la ligue provisoire | Division suspendue; réalignement de la ligue provisoire | Division suspendue; réalignement de la ligue provisoire | Division suspendue; réalignement de la ligue provisoire | Division suspendue; réalignement de la ligue provisoire | Division suspendue; réalignement de la ligue provisoire | Division suspendue; réalignement de la ligue provisoire |
| 2021-22 | (1) Caroline (116)                                      | (2) NY Rangers (110)                                    | (3) Pittsburgh (103)                                    | (WC2) Washington (100)                                  | NY Islanders (84)                                       | Columbus (81)                                           | New Jersey (63)                                         | Philadelphie (61)                                       |
| 2022-23 | (1) Caroline (113)                                      | (2) New Jersey (112)                                    | (3) NY Rangers (107)                                    | (WC1) NY Islanders (93)                                 | Pittsburgh (91)                                         | Washington (80)                                         | Philadelphie (75)                                       | Columbus (59)                                           |

## Vainqueurs de la Coupe Stanley
- 2016 - Penguins de Pittsburgh
- 2017 - Penguins de Pittsburgh
- 2018 - Capitals de Washington

## Vainqueurs de la Coupe du Président
- 2015 - Rangers de New York
- 2016 - Capitals de Washington
- 2017 - Capitals de Washington

## Liste des équipes vainqueur de la Division Atlantique
| Franchise                 | Titres | Dernier titre | Années                       |
| ------------------------- | ------ | ------------- | ---------------------------- |
| Capitals de Washington    | 5      | 2020          | 2016, 2017, 2018, 2019, 2020 |
| Hurricanes de la Caroline | 2      | 2023          | 2022, 2023                   |
| Rangers de New York       | 1      | 2015          | 2015                         |
| Penguins de Pittsburgh    | 1      | 2014          | 2014                         |